# Бушер
Бушер (перс. بوشهر) је град Ирану, седиште покрајине Бушер и важна лука на обали Персијског залива. Од главног града Техерана удаљен је приближно 1280 km према југу. Бушер је основан током сасанидског раздобља, а у вријеме владавине афшаридског Надер-шаха постао је најважнија иранска војна лука. Данас град представља важно поморско чвориште; повезан је аутопутевима с Ахвазом на сјеверозападу, Ширазом на сјевероистоку и обалним друмом са Бандар Абасом на југоистоку. Градска лука служи претежито за извоз нафте и пољопривредних производа из плодних поља у покрајини Фарс, а међу осталим важнијим привредним гранама су рибарство и грађевинарство. У Бушеру се налази нуклеарна електрана Бушер, прва иранска нуклеарна електрана и важна карика у нуклеарном програму

## Становништво
Према попису, у граду је 2011. живело 1.032.949 становника.
| 1986.   | 1996.   | 2006.   | 2011.   |
| ------- | ------- | ------- | ------- |
| 132.824 | 143.641 | 169.966 | 195.222 |